# André de Laborde de Monpezat
André de Laborde de Monpezat (født 6. maj 1907 i Landes, død 23. februar 1998 i Cayrou) var far til Prins Henrik af Danmark. Han var søn af Henri de Laborde de Monpezat (1868-1929) og Henriette Hallberg (1880-1973). 
André de Laborde de Monpezat voksede op med fraværet af en far, idet denne det meste af tiden boede i Fransk Indokina. Kun i 1913 var faren hjemme i Frankrig sammen med familien, der foruden far og moderen også bestod af storbroderen Jacques (født 1905). Forældrene blev skilt i 1917, og moderen giftede sig derefter samme år med den franske officer Pierre Keller (fra 1936 brigadegeneral). Andrés skolegang blev meget omskiftelig. Han begyndte sin skolegang i Mont-de-Marsan, men nåede i alt at gå i ca. 10 forskellige skoler, bl.a. i den franske skole i Mainz, hvor stedfaderen var udstationeret som fransk besættelsesofficer efter 1. verdenskrig. Han tog første del af sin studentereksamen i Cahors i 1925, og anden del i 1926 i Toulouse.
André blev i 1931 gift med Renée-Yvonne Doursenot (26. oktober 1908 – 11. februar 2001). Udover Henrik fik parret otte børn.
André de Laborde de Monpezat tilbragte nogle år i Fransk Indokina, hvor han havde arvet nogle industrivirksomheder.
Som afslutning på Erik Norman Svendsens bisættelsestale for Prins Henrik i februar 2018 erindredes Norman Svendsen et citat på fransk, som dronningen i en tv-udsendelse fra Fredensborg Slot havde fundet frem til, indridset i en af slottets ruder: "Les enfants des hommes se séparent, les enfants de Dieu ne se séparent jamais". Dette citat er oprindeligt indridset i ruden af André de Laborde de Monpezat.